# 1962-es magyar asztalitenisz-bajnokság
Az 1962-es magyar asztalitenisz-bajnokság a negyvenötödik magyar bajnokság volt. A bajnokságot február 16. és 18. között rendezték meg Budapesten, a Nemzeti Sportcsarnokban.

## Eredmények
| Versenyszám  | Arany                                                                    | Arany | Ezüst                                                             | Ezüst | Bronz                                                                                                  | Bronz |
| ------------ | ------------------------------------------------------------------------ | ----- | ----------------------------------------------------------------- | ----- | --- | ----- |
| Férfi egyéni | Berczik Zoltán Vasútépítő Törekvés                                       |       | Rózsás Péter Vasútépítő Törekvés                                  |       | Faházi János Betonút SKHalpert Tamás Bp. Spartacus                                                     |       |
| Női egyéni   | Lukács Attiláné Földgép SK                                               |       | Kerekes Imréné Bp. Vörös Meteor                                   |       | Földyné Kóczián Éva Bp. Vörös MeteorHeirits Erzsébet Ferencvárosi TC                                   |       |
| Férfi páros  | Berczik Zoltán, dr. Péterfy Miklós Vasútépítő Törekvés, Bp. Vörös Meteor |       | Sidó Ferenc, Földy László Bp. Vörös Meteor                        |       | Sándor János, Kovács Ferenc BEAC, Bp. PostásRózsás Péter, Faházi János Vasútépítő Törekvés, Betonút SK |       |
| Női páros    | Kerekes Imréné, Heirits Erzsébet Bp. Vörös Meteor, Ferencvárosi TC       |       | Földyné Kóczián Éva, Lukács Attiláné Bp. Vörös Meteor, Földgép SK |       | Faludi Júlia, Balatoni Tiborné Földgép SK, VM KözértKoltai Lajosné, Polgári Józsefné VM Közért         |       |
| Vegyes páros | dr. Péterfy Miklós, Földyné Kóczián Éva Bp. Vörös Meteor                 |       | Berczik Zoltán, Lukács Attiláné Vasútépítő Törekvés, Földgép SK   |       | Sándor János, Faludi Júlia BEAC, Földgép SKFaházi János, Heirits Erzsébet Betonút SK, Ferencvárosi TC  |       |